# Claudio Carini
Claudio Carini (Macerata, 28 giugno 1954) è un attore teatrale, regista e editore italiano.

## Biografia
Socio fondatore del Teatro stabile di innovazione “Fontemaggiore” di Perugia, inizia a recitare nel 1973. Tra le numerose prove come attore si ricorda, nel 1987, quella in La serva amorosa per la regia di Luca Ronconi , quella del 2001 in La sapienza di Rosvita per la regia di Roberto Biselli, a fianco di Glauco Onorato, quella in Le preziose ridicole di Molière,. Nel 1983 ha diretto Baudelaire, con musiche di Vittorio Gelmetti. Inizia a lavorare nel campo degli audio e videolibri prestando la voce a numerose produzioni italiane e straniere, tra cui si ricorda l'edizione della Commedia di Dante . Nel 2004 diventa editore fondando la casa editrice Recitar Leggendo Audiolibri, con la quale produce lavori tratti dalla letteratura italiana e internazionale, recensiti, tra gli altri, da Liberal, Il Messaggero e sulla rivista online di Onofrio Pirrotta "The front page" . Nel 2008 dirige il film L'ultima città,
un viaggio fantastico, con testi di Pessoa, Calderon de la Barca, Rimbaud, Shakespeare, all'interno di una stanza del carcere femminile di Perugia, con protagoniste dodici recluse, tra le quali, Amanda Knox; a causa di questa partecipazione, il film, prodotto dalla Regione Umbria, fu ritirato dal Batìk Film Festival e non fu mai proiettato .